# Nevill Coghill
Pour les articles homonymes, voir Coghill.
Nevill Coghill est un universitaire britannique né le 19 avril 1899 et décédé le 6 novembre 1980, principalement connu pour sa traduction anglaise des Contes de Cantorbéry de Geoffrey Chaucer.

## Biographie
Nevill Coghill fait ses études au Haileybury and Imperial Service College (en), et se spécialise en langue anglaise à l'Exeter College d'Oxford. Il est distingué par l'établissement, et un buste de lui est sculpté pour la chapelle. Il participe à la Première Guerre mondiale après 1917. En 1948, il devient professeur de rhétorique au Gresham College de Londres. Il enseigne la Littérature anglaise à l'université d'Oxford de 1957 à 1966. Il décède en novembre 1980.

## Travaux
Il réalise des traductions de Geoffrey Chaucer et de William Langland pour des émissions radiophoniques de la BBC. Il adapte aussi Doctor Faustus à la télévision en 1967. Il fréquente également le cercle littéraire des Inklings, où il croise J. R. R. Tolkien et C. S. Lewis.
Il est également connu comme producteur et metteur en scène de théâtre à Oxford. En 1968, il coécrit avec Martin Starkie (en) la comédie musicale Canterbury Tales (en), qui est un succès à West End et à Broadway et se voit cinq fois sélectionné pour des prix Antoinette Perry. Leur association travaille également sur une refonte en 1973, The homeward Ride, qui inclut plus de contes de Chaucer ; la pièce a été jouée en Australie.

## Ouvrages
- The Pardon of Piers Plowman (1945)
- The Masque of Hope (1948)
- The Poet Chaucer (1949, 2e édition en 1967)
- Geoffrey Chaucer (1956)
- Shakespeare's Professional Skills (1964)
- Langland: Piers Plowman (1964)
- Chaucer's Idea of What Is Noble 1971,  (ISBN 0-197-21485-1)
- Collected Papers  1988,  (ISBN 0-710-81233-7)